# Marco Menin
Pour les articles homonymes, voir Menin.
Marco Menin, né le 22 septembre 1979 à Vicence en Vénétie,, est un coureur cycliste italien. Bon sprinteur, il est devenu champion d'Italie du scratch  en 2002. Il a également remporté de nombreuses courses sur route chez les amateurs. Malgré ses performances, il n'est jamais passé professionnel. 
Son grand frère Nicola a lui aussi été coureur cycliste.

## Palmarès
- 2000
  - Medaglia d'Oro Fiera di Sommacampagna
  - 2e du Gran Premio Fiera del Riso
- 2001
  - 2e du Mémorial Polese
- 2002
  -  Champion d'Italie du scratch
  - Mémorial Vincenzo Mantovani
  - Gran Premio Agostano
  - Coppa Comune di Piubega
  - Coppa Quagliotti
  - 3e de la Coppa San Geo
  - 3e du Circuito Alzanese
- 2003
  - Coppa Città di Melzo
  - Coppa Caduti Nervianesi